# Rudnik Umalatowitsch Dudajew
Rudnik Umalatowitsch Dudajew (russisch Рудник Умалатович Дудаев; * 22. April 1949 im Dorf Burtschmulla, Viloyat Taschkent, Usbekische SSR, UdSSR; † 11. Dezember 2005 in Grosny, Republik Tschetschenien, Russland) war ein tschetschenischer Politiker und Staatsmann.

## Leben
Dudajew begann seine Karriere in den Geheimdienstorganen der Usbekischen SSR. Nach dem Zerfall der Sowjetunion war er für eine Weile unternehmerisch tätig,  unter anderem als Geschäftsführer einer Tourismusagentur. Danach arbeitete er als Abteilungsleiter für Außenbeziehungen im Verband der muslimischen Organisationen Russlands.
Bis Dezember 2000 leitete er den GUS-Rat für die Beziehungen zu den Muslimen in den Ländern des Fernen Ostens. Dieser Rat steht unter der Schirmherrschaft des Obersten Muftis von Russland Talgat Tadschuddin. Anschließend wurde er zum stellvertretenden Administrationsleiter von Achmat Kadyrow ernannt. Im Februar 2001 machte ihn Kadyrow zum Chef des tschetschenischen Sicherheitsrates und im November 2002 zum Leiter des Verwaltungsapparats. 
Am 27. Dezember 2002 wurde Dudajew bei einem Attentat auf das Regierungsgebäude in Grosny schwer verletzt. 
Am 11. Dezember 2005 wurde er in einem provisorischen Wohnwagen auf dem Gelände des Regierungsgebäudes im Zentrum von Grosny tot aufgefunden. Nach der offiziellen Version starb Dudajew an einer Kohlenmonoxidvergiftung als Folge eines Brands.